# Rusadus
Rusadus (łac. Diocesis Rusaditanus) – stolica historycznej diecezji we Cesarstwie rzymskim w prowincji Mauretania Cezarensis, zlikwidowana w VII w. podczas ekspansji islamskiej, współcześnie w północnej Algierii. Obecnie katolickie biskupstwo tytularne. 

## Biskupi tytularni
| Lp. | Biskup                     | Funkcja                                        | Od               | Do                   |
| --- | -------------------------- | ---------------------------------------------- | ---------------- | -------------------- |
| 1   | Agapito Augusto Fiorentini | wikariusz apostolski Północnego Shanxi (Chiny) | 21 marca 1902    | 22 sierpnia 1944     |
| 2   | Tharsitius Senner          | wikariusz apostolski Chiquitos (Boliwia)       | 25 lutego 1942   | 26 października 1951 |
| 3   | Joseph Howard Hodges       | biskup pomocniczy Richmond (USA)               | 8 sierpnia 1952  | 23 listopada 1962    |
| 4   | Pavel Hnilica              | –                                              | 13 maja 1964     | 8 października 2006  |
| 5   | Pascal Wintzer             | biskup pomocniczy Poitiers (Francja)           | 2 kwietnia 2007  | 13 stycznia 2012     |
| 6   | Georges Abou Khazen        | wikariusz apostolski Aleppo (Syria)            | 4 listopada 2013 |                      |